# Kerpen (Adelsgeschlecht)

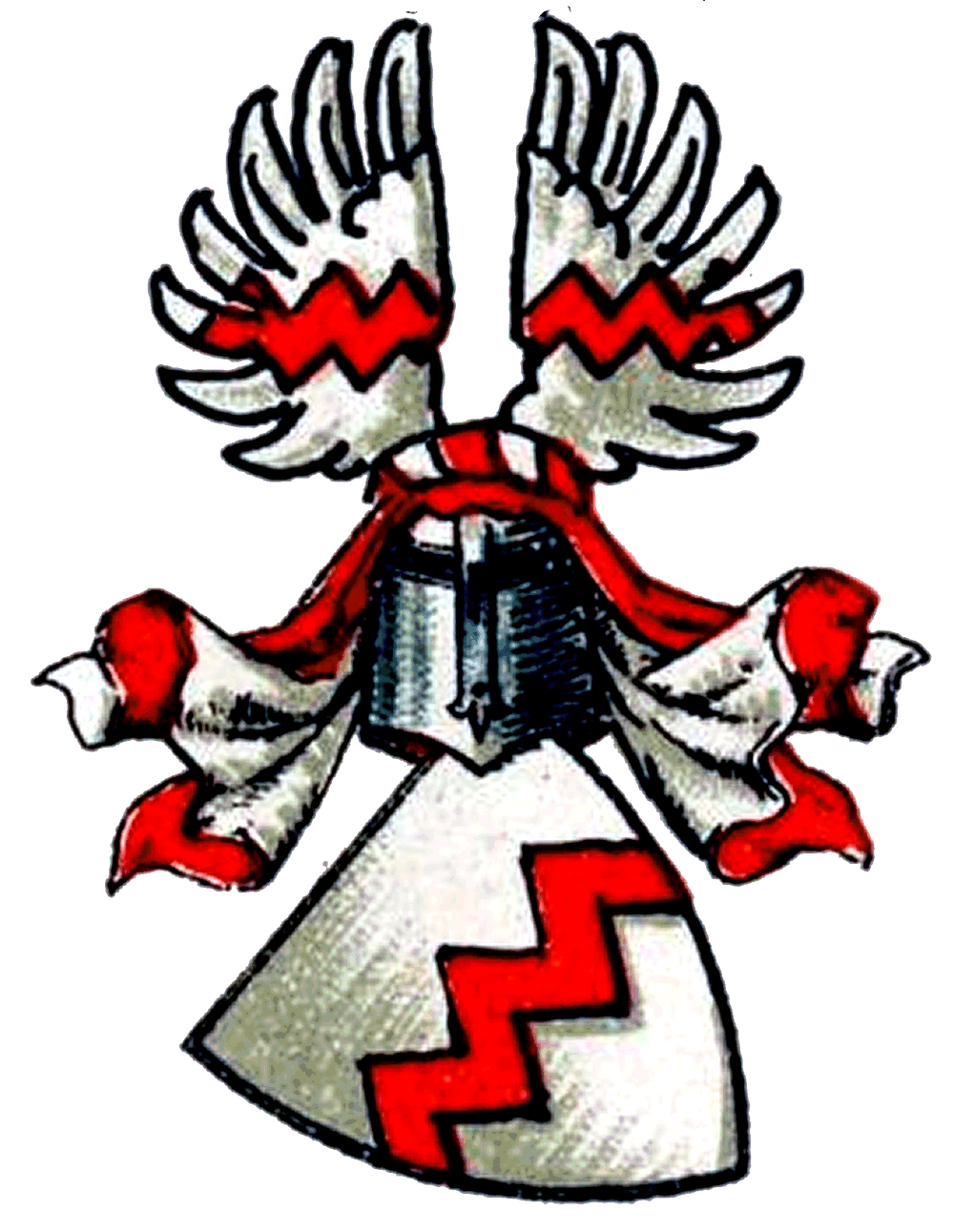
Wappen derer von Kerpen (Eifel)

Kerpen ist der Name eines rheinischen, ursprünglich edelfreien Uradelsgeschlechts, das in Kerpen an der Erft mit dem erblichen Burggrafenamt der Reichsfestung belehnt war und mit dem Reichsministerialen Warnerus de Kerpene zwischen 1065 und 1071 zum ersten Mal Erwähnung findet. Es ist in der zweiten Hälfte des 19. Jahrhunderts im Mannesstamm erloschen.

## Geschichte
Zum Ursprung dieses Hauses ist die Quellenlage nicht gesichert – einige vage Hinweise lassen jedoch dessen Abstammung von einem Grafen von Loon (wohl Emmo) vermuten.
Nach dem Verkauf der aus Königsgut schließlich in deren Besitz übergegangenen Burg und Herrschaft Kerpen am 2. August 1276 nannten sich die männlichen Nachkommen des letzten Reichsministerialen von Kerpen an der Erft nur noch gelegentlich „von Kerpen“, sondern nach ihren jeweiligen neuen Wohnsitzen „von Buschfeld“ und „von Liblar“. Beide sind im Mannesstamm erloschen.
Aus dem Haus Kerpen gingen mehrere Geschlechter hervor:
- Haus Wolkenburg,[4] 1125 erstmals urkundlich erwähnt – Mitte des 14. Jahrhunderts erloschen (aus diesem ging wiederum 1176 das Haus Drachenfels hervor)
- Haus Merode,[5] 1174 erstmals urkundlich erwähnt
- Haus Bell,[4] 1183 erstmals urkundlich erwähnt
- Haus Bergerhausen,[6] 1250 erstmals urkundlich erwähnt – erloschen
- Haus Dorne,[7] erscheint urkundlich seit Mitte des 13. Jahrhunderts – erloschen
- Haus Leutesdorf,[4] erscheint urkundlich seit der zweiten Hälfte des 13. Jahrhunderts – 1460 erloschen

Aufgrund seiner weiten Verzweigung war das Haus Kerpen und sind die aus ihm hervorgegangenen noch blühenden Geschlechter mit vielen Adelsfamilien in etlichen Ländern Europas sowie mit allen europäischen Königshäusern verwandtschaftlich verbunden.

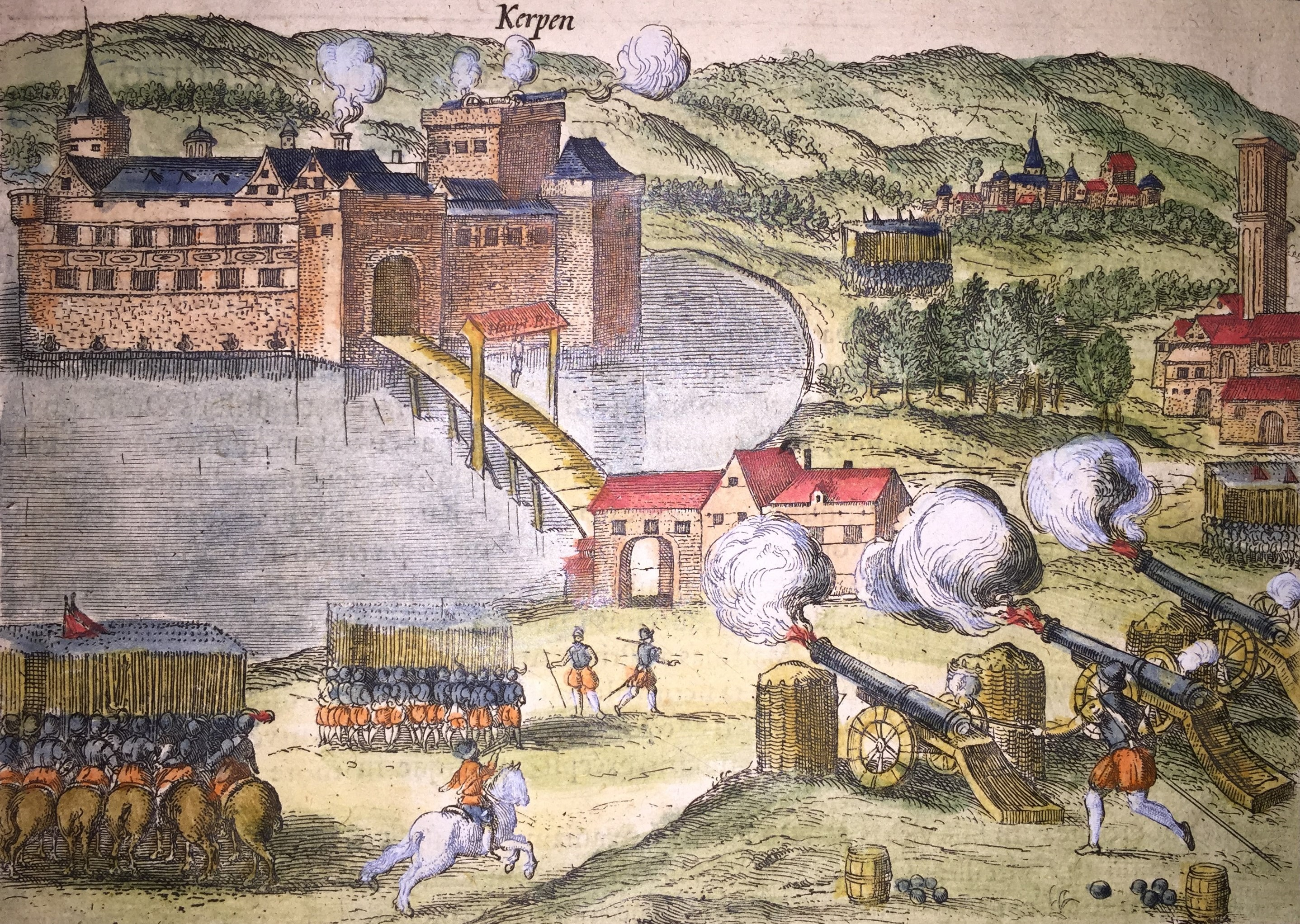
Rückeroberung der Burg Kerpen an der Erft durch die Spanier 1579

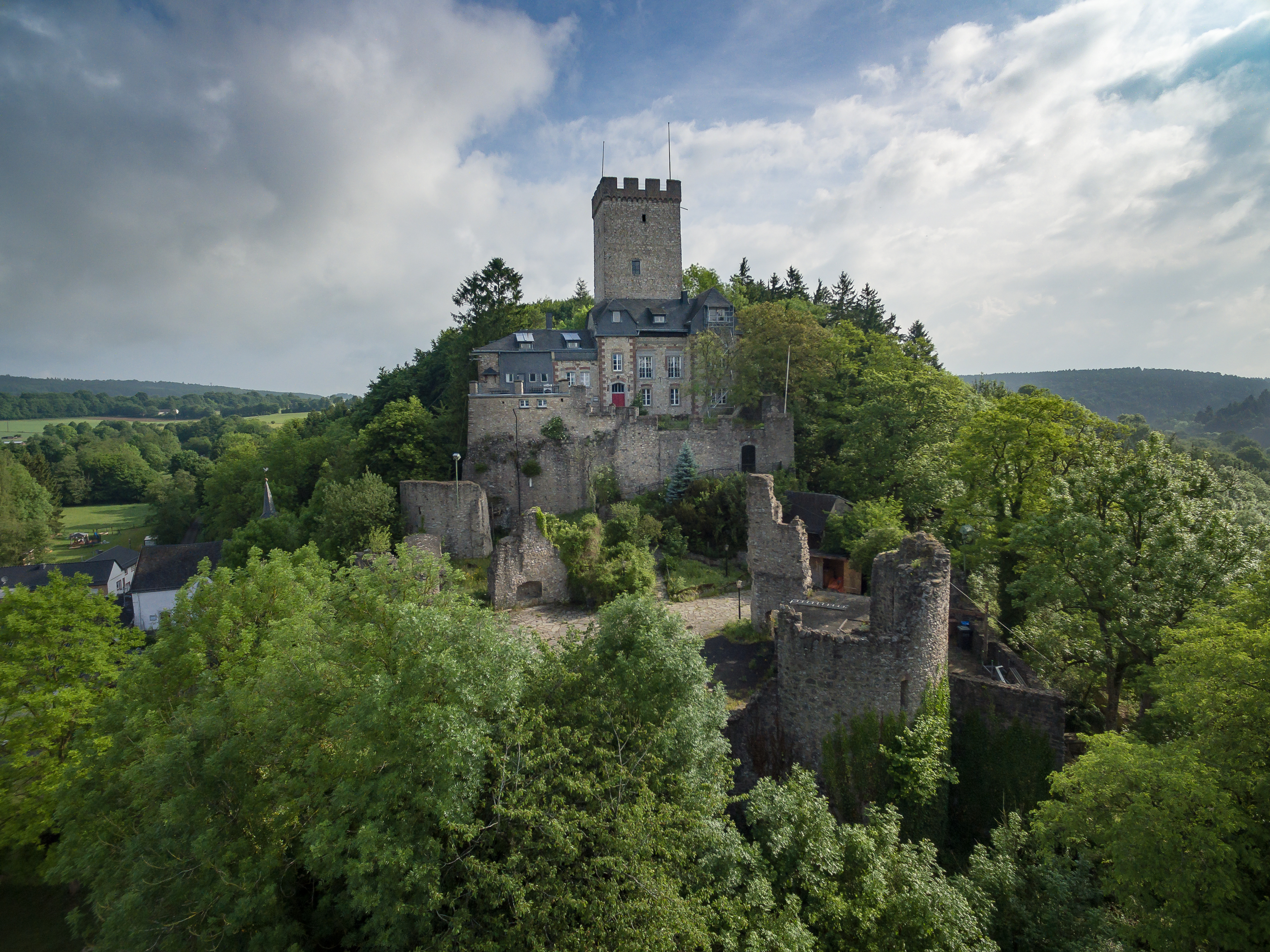
Burg Kerpen (Eifel)

Das mit Sigibertus de Kerpene 1136 erstmals urkundlich erwähnte, ursprünglich edelfreie Ministerialengeschlecht Kerpen aus der Eifel, ist vermutlich aus dem älteren Haus Kerpen an der Erft hervorgegangen und gab wohl der Burg und dem Ort in der Eifel seinen Namen. Das Genealogische Handbuch des Adels beginnt die sichere Stammreihe des Hauses Kerpen mit Heinrich von Kerpena, liber homo (1142–1177), dem Sohn von Sigibertus. Sie reicht bis 1864 und 1866.
Dem Haus Kerpen aus der Eifel entstammten der zweite Hochmeister und Mitbegründer des Deutschen Ordens Otto von Kerpen sowie der Ordensritter des Ordens vom Heiligen Johannes von Jerusalem Johann Walter von Kerpen.
Die Herrschaft Manderscheid fiel nach dem Aussterben des edelfreien Hauses Manderscheid im Mannesstamm Anfang des 13. Jahrhunderts durch Vererbung an die Herren von Kerpen aus der Eifel, die sich nun von Kerpen und Manderscheid nannten. Mitte des 13. Jahrhunderts wurde der Besitz geteilt. Theoderich II. erhielt Kerpen, Wilhelm (Willekin) II. erhielt Manderscheid. 1461 wurde die Linie Manderscheid in den Reichsgrafenstand erhoben. 1488 teilte sich das Haus in drei Linien, die sich später durch Erbschaft wieder vereinigten. 1780 heiratete die letzte dieses Hauses, Gräfin Augusta von Manderscheid-Blankenheim, den böhmischen Grafen Philipp Christian von Sternberg. Der Zweig dieser Familie nannte sich daraufhin Sternberg-Manderscheid.
Dietrich V. von Kerpen aus der Eifel nahm 1359 die Burg Kerpen in Illingen (im heutigen Saarland) von den Grafen von Saarwerden zu Lehen. Sie war vom Spätmittelalter bis 1748, als die Familie nach Koblenz übersiedelte, Hauptwohnsitz derer von Kerpen. Das im frühen 18. Jahrhundert in den Freiherrenstand erhobene Geschlecht gehörte zur (reichsunmittelbaren, d. h. nicht von einem Landesherrn abhängigen) Reichsritterschaft. Die Herren, später Freiherren von Kerpen regierten die beiden Herrschaften Illingen und Lixingen, welche jeweils nur aus wenigen Ortschaften bestanden. 1794 verlor Freiherr Franz Georg von Kerpen durch den Einmarsch französischer Revolutionstruppen seine Hoheitsrechte als Landesherr. Nachdem er ohne männliche Nachkommen gestorben war, wurde die Burg Kerpen 1830 von seinen Töchtern verkauft. Mit dem Tod Franz Georgs war das Geschlecht derer von Kerpen im Saarland im Mannesstamm erloschen.

## Wappen
Blasonierung: In Silber ein roter Zickzackbalken. Auf dem Helm mit rot-silbernen Decken ein wie der Schild bezeichneter Flug.

Das hier gezeigte Wappen ist das des Hauses Kerpen aus der Eifel (später Inhaber der freien Reichsherrschaft Illingen). Es wurde in dieser Form bis ins 19. Jahrhundert geführt. Das Wappen des Hauses Kerpen an der Erft entsprach wohl dem des Hauses Merode.

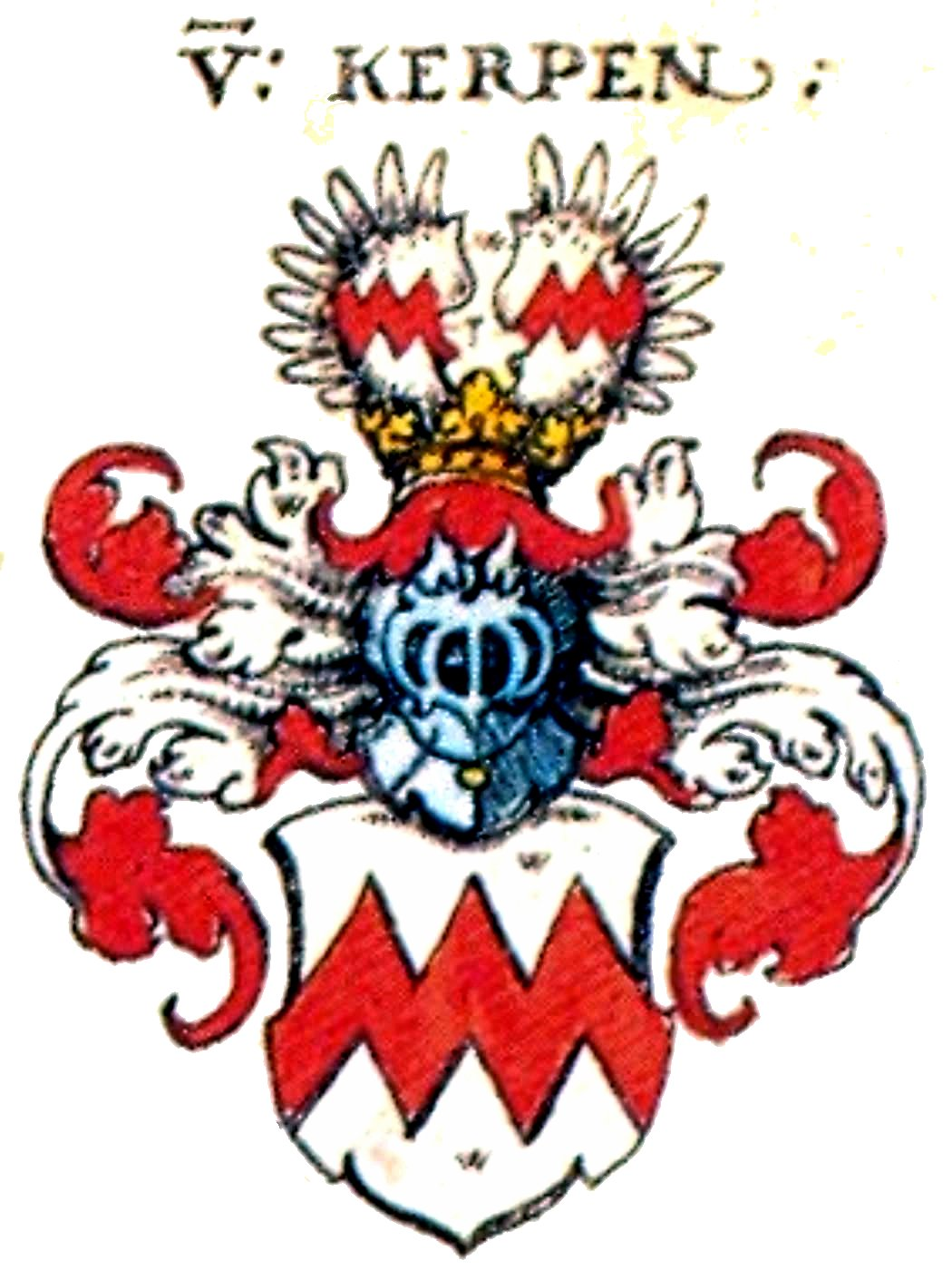
Wappen in Siebmachers Wappenbuch (1605)
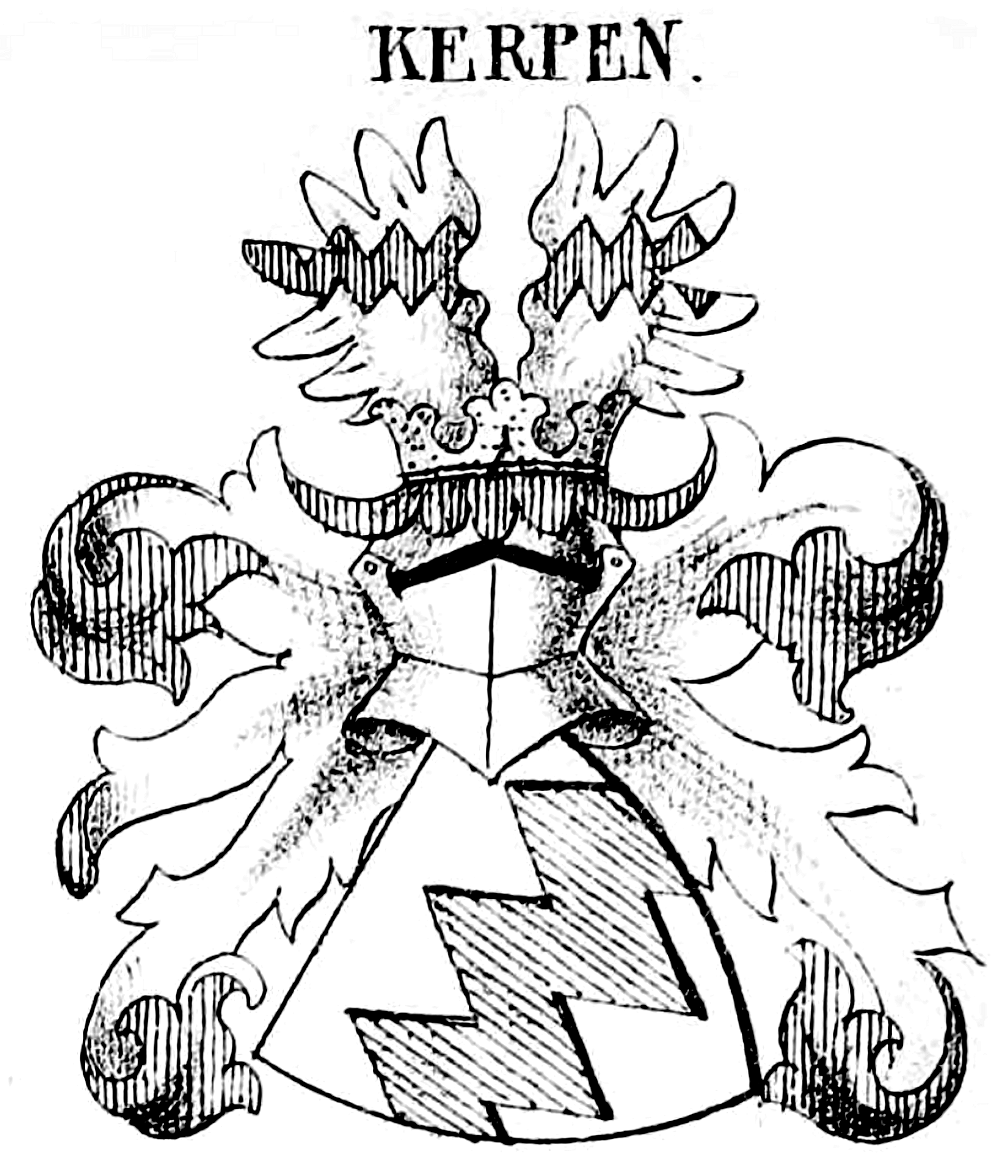
Wappen in Siebmachers Wappenbuch (1878)
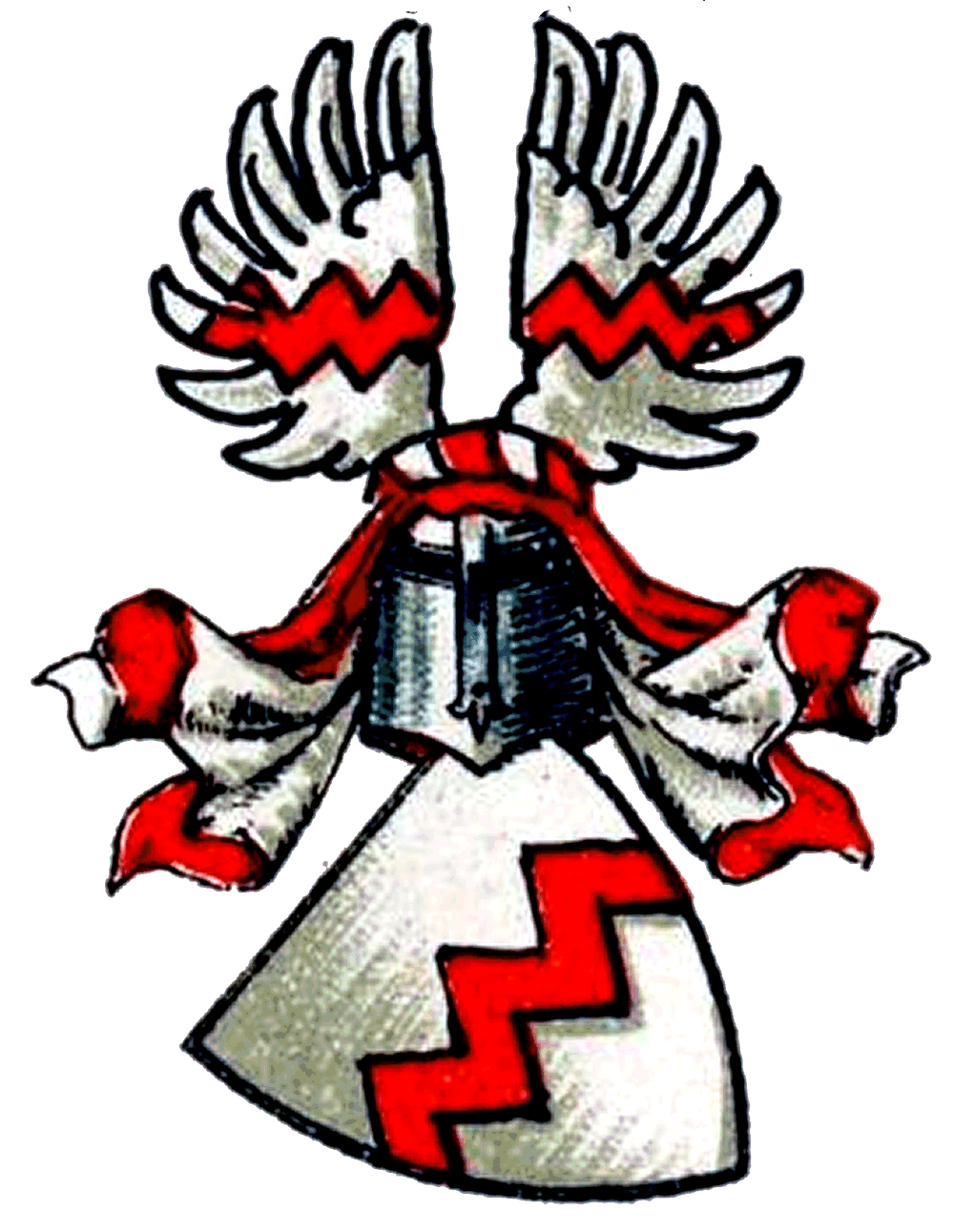
Wappen derer von Kerpen (gotisch)